# Pan-Amerikaanse kampioenschappen judo 2010
De Pan-Amerikaanse kampioenschappen judo 2010 waren de 34ste editie van de Pan-Amerikaanse kampioenschappen judo en werden gehouden in San Salvador, El Salvador, van vrijdag 8 april tot en met zondag 10 april 2010. 

## Resultaten

### Mannen
| Gewichtsklasse | Goud              | Zilver           | Brons                            |
| -------------- | ----------------- | ---------------- | -------------------------------- |
| – 55 kg        | Fredy López       | Aaron Fukuhara   | Fermín Delgado Youssef Youssef   |
| – 60 kg        | Nabor Castillo    | Felipe Kitadai   | Yosmani Piker Juan Postigos      |
| – 66 kg        | Brad Bolen        | Carlos Figueroa  | Leandro Cunha Ricardo Valderrama |
| – 73 kg        | Nicholas Tritton  | Antonio Rivas    | Ronald Girones Bruno Mendonça    |
| – 81 kg        | Flávio Canto      | Osmay Cruz       | Emmanuel Lucenti Travis Stevens  |
| – 90 kg        | Hugo Pessanha     | Diego Rosati     | Alexandre Émond Garry St. Leger  |
| – 100 kg       | Oreidis Despaigne | Leonardo Leite   | Cristian Schmidt Kyle Vashkulat  |
| + 100 kg       | Óscar Brayson     | Daniel Hernandes | Pablo Figueroa Daniel McCormick  |
| Open           | Oreidis Despaigne | Leonardo Leite   | Orlando Baccino Carlos Santiago  |

### Vrouwen
| Gewichtsklasse | Goud               | Zilver            | Brons                               |
| -------------- | ------------------ | ----------------- | ----------------------------------- |
| – 44 kg        | Sandra Sánchez     | Stefany García    | Ibeth Heredia Alexa Liddie          |
| – 48 kg        | Sarah Menezes      | Dayaris Mestre    | Edna Carrillo Paula Pareto          |
| – 52 kg        | Yulieth Sanchéz    | Yanet Bermoy      | Wisneybi Machado Jeanette Rodriguez |
| – 57 kg        | Yurisleidy Lupetey | Marti Malloy      | Josiane Falco Joliane Melançon      |
| – 63 kg        | Yaritza Abel       | Janine Nakao      | Mariana Silva Diana Velasco         |
| – 70 kg        | Kelita Zupancic    | Helena Romanelli  | Onix Cortés Saraí Mendoza           |
| – 78 kg        | Mayra Aguiar       | Yalennis Castillo | Kayla Harrison Catherine Roberge    |
| + 78 kg        | Idalys Ortíz       | Vanessa Zambotti  | Maria Altheman Melissa Mojica       |
| Open           | Idalys Ortíz       | Vanessa Zambotti  | Maria Altheman Melissa Mojica       |

## Medaillespiegel
| Plaats | Land             | Goud | Zilver | Brons | Totaal |
| 1      | Cuba             | 7    | 4      | 3     | 14     |
| 2      | Brazilië         | 4    | 5      | 6     | 15     |
| 3      | Mexico           | 2    | 2      | 2     | 8      |
| 4      | Canada           | 2    | 0      | 4     | 6      |
| 5      | Verenigde Staten | 1    | 3      | 7     | 11     |
| 6      | El Salvador      | 1    | 2      | 1     | 4      |
| 7      | Colombia         | 1    | 0      | 1     | 2      |
| 8      | Argentinië       | 0    | 1      | 4     | 5      |
| 9      | Venezuela        | 0    | 1      | 2     | 3      |
| 10     | Puerto Rico      | 0    | 0      | 4     | 4      |
| 11     | Ecuador          | 0    | 0      | 1     | 1      |
| 11     | Peru             | 0    | 0      | 1     | 1      |
| Totaal | Totaal           | 18   | 18     | 36    | 72     |

1952 · 
1956 · 
1958 · 
1960 · 
1965 · 
1968 · 
1970 · 
1972 · 
1974 · 
1976 · 
1978 · 
1980 · 
1982 · 
1984 · 
1985 · 
1988 · 
1990 · 
1992 · 
1994 · 
1996 · 
1997 · 
1998 · 
1999 · 
2000 · 
2001 · 
2002 · 
2003 · 
2004 · 
2005 · 
2006 · 
2007 · 
2008 · 
2009 · 
2010 · 
2011 · 
2012 · 
2013 · 
2014 · 
2015 · 
2016 · 
2017 · 
2018 · 
2019 · 
2020 · 
2021